# Kanton Argentan-1
Der Kanton Argentan-1 ist seit 2015 ein französischer Wahlkreis im Arrondissement Argentan, im Département Orne und in der Region Normandie; sein Hauptort ist Argentan.

## Gemeinden
Der Kanton besteht aus 15 Gemeinden und Gemeindeteilen mit insgesamt 13.361 Einwohnern (Stand: 1. Januar 2022) auf einer Gesamtfläche von 162,16 km²:
| Gemeinde          | Einwohner 1. Januar 2022 | Fläche km² | Dichte Einw./km² | Code INSEE | Postleitzahl |
| ----------------- | ------------------------ | ---------- | ---------------- | ---------- | ------------ |
| Argentan          | 7.872                    | 14,48      | 544              | 61006      | 61200        |
| Aunou-le-Faucon   | 247                      | 6,69       | 37               | 61014      | 61200        |
| Boischampré       | 1.173                    | 46,4       | 25               | 61375      | 61570        |
| Brieux            | 89                       | 5,17       | 17               | 61062      | 61160        |
| Commeaux          | 149                      | 6,38       | 23               | 61114      | 61200        |
| Juvigny-sur-Orne  | 119                      | 3,3        | 36               | 61212      | 61200        |
| Montabard         | 284                      | 10,97      | 26               | 61283      | 61160        |
| Moulins-sur-Orne  | 309                      | 9,14       | 34               | 61298      | 61200        |
| Nécy              | 526                      | 7,8        | 67               | 61303      | 61160        |
| Occagnes          | 673                      | 15,56      | 43               | 61314      | 61200        |
| Ri                | 157                      | 7,39       | 21               | 61349      | 61210        |
| Rônai             | 180                      | 5,4        | 33               | 61352      | 61160        |
| Sai               | 227                      | 5,04       | 45               | 61358      | 61200        |
| Sarceaux          | 1.047                    | 10,77      | 97               | 61462      | 61200        |
| Sévigny           | 309                      | 7,67       | 40               | 61472      | 61200        |
| Kanton Argentan-1 | 13.361                   | 162,16     | 82               | 6104       | –            |

1. ↑   Nur der südwestliche Teil der Gemeinde, der Rest gehört zum Kanton Argentan-2.

## Veränderungen im Gemeindebestand seit der landesweiten Neuordnung der Kantone
2018: Fusion Écouché-les-Vallées (Kanton Magny-le-Désert) und Fontenai-sur-Orne → Écouché-les-Vallées